# Almudaina
Almudaina község Spanyolországban, Alicante tartományban. Lakosainak száma 118 fő (2024). Almudaina Balones, Benillup, Millena, Benimarfull és Planes községekkel határos.

## Népesség
A település lakosságának változását az alábbi diagram mutatja:
| Lakosok száma | 112  | 111  | 119  | 129  | 131  | 112  | 119  | 113  | 117  | 118  |
|               | 2001 | 2004 | 2006 | 2009 | 2011 | 2014 | 2016 | 2019 | 2021 | 2024 |